# Cisalak (Cimanggu)
Cisalak is een bestuurslaag in het regentschap Cilacap van de provincie Midden-Java, Indonesië. Cisalak telt 4122 inwoners (volkstelling 2010).